# The Easybeats
The Easybeats byla australská rock and rollová kapela založená v Sydney, působící v šedesátých letech 20. století. Jejich nejznámější písní je "Friday on My Mind".

## Diskografie
| Titul                                   | Datum vydání  | Označení   |
| Easy                                    | Září 1965     | Parlophone |
| It's 2 Easy                             | Březen 1966   | Parlophone |
| Volume 3                                | Listopad 1966 | Parlophone |
| The Best of The Easybeats + Pretty Girl | Leden 1967    | Parlophone |
| Vigil                                   | Říjen 1968    | Parlophone |
| Friends                                 | Leden 1969    | Polydor    |
| Best of The Easybeats - Volume 2        | Říjen 1969    | Albert     |
| The Shame Just Drained                  | Říjen 1977    | Albert     |
| Absolute Anthology                      | Listopad 1980 | Albert     |
| The Definitive Series                   | Září 1992     | Albert     |